# Kafr Qasim
Kafr Qasim (en árabe: كفر قاسم‎, también llamada Kafr Qassem, Kufur Kassem, Kfar Kassem y Kafar Kassem) es una ciudad árabe israelí ubicada a veinte kilómetros al este de Tel Aviv, cerca de la Línea Verde que separa Israel de Cisjordania, al sur del "Triángulo" de ciudades y pueblos árabe-israelíes. El pueblo cobró notoriedad después de la masacre de Kafr Qasim, en la cual la Policía de Fronteras de Israel asesinó a cuarenta y ocho civiles el 29 de octubre de 1956. El 12 de febrero de 2008, el ministro Israelí del Interior declaró ciudad a Kafr Qasim en una ceremonia llevada a cabo en el pueblo.

## Historia
La zona de la ciudad está poblada desde hace miles de años, según las ruinas arqueológicas que se han encontrado allí, que datan de los tiempos de apogeo del Imperio Romano. La ciudad moderna fue fundada en el siglo XVII por los habitantes de Mes'ha, un pueblo cercano. En 1917, durante la Primera Guerra Mundial, Kafr Qasim (junto con el resto de la zona) fue capturada por el Ejército Británico en concordancia con las fuerzas del Imperio Otomano y posteriormente fue anexada al Mandato Británico de Palestina. 
Kafr Qasim es célebre por haber sido el pueblo donde se detuvo el avance del Ejército Israelí en el centro de Palestina durante la guerra árabe-israelí de 1948. En 1949, Israel anexó la ciudad en concordancia con los acuerdos del armisticio, los cuales terminaron la guerra. 
El 29 de octubre de 1956, la Policía de Fronteras de Israel (MAGAV) asesinó a 49 civiles en lo que se conocería como la masacre de Kafr Qasim. Esta masacre, en la que fallecieron seis mujeres y veintitrés niños de entre ocho y diecisiete años de edad, continúa siendo una herida abierta entre los habitantes de la ciudad y para el resto de la sociedad israelí. En el año 2007, el presidente Shimon Peres se disculpó formalmente por la masacre en un acto llevado a cabo en las vísperas del festival musulmán Eid al-Adha.
En 1959, la ciudad recibió el estatus de Concejo local por parte del Ministro Israelí del Interior. En los últimos años, la ciudad adquirió notoriedad por ser el lugar donde el jeque Abdullah Nimar Darwish comenzó el Movimiento Islámico en Israel. El parlamentario israelí y jeque Ibrahim Sarsur, un nativo de Kafr Qasim, sirvió durante una década como consejero de la ciudad y encabeza la facción del sur del Movimiento Islámico en Israel desde 1999. En 2008, se anunció que Kafr Qasim pronto sería ascendida al nivel de ciudad.

## Demografía
Hacia 1931, cuando se llevó a cabo un censo en lo que ese momento era el Mandato británico de Palestina, Kafr Qasim tenía 241 casas ocupadas y una población de 989 musulmanes.
Según la Oficina Central de Estadísticas de Israel, la ciudad tenía 18 100 habitantes a finales de 2007, la mayoría de los cuales eran musulmanes. Hay 936 mujeres por cada mil varones. La población aumenta a ritmo de 2,7% a nivel anual.
El nivel socioeconómico de la ciudad es relativamente bajo (tres de diez). Solamente el 50,2% de los alumnos del duodécimo curso lograron graduarse y obtener su título (Bagrut) en el año 2000. El ingreso mensual promedio en el mismo año era de 3633 nuevos séqueles, en contraste con el promedio nacional de 6835 séqueles en ese momento.